# Menhir du Moulin à vent von Normandeau
Der Menhir du Moulin à vent von Normandeau (deutsch „Menhir an der Windmühle von Normandeau“ – auch Menhir de Normandeau genannt) ist ein Menhir westlich von Sèvremoine, etwa 60 m südöstlich der Windmühle und etwa 300 m von der Anhöhe Charbonneau in La Renaudière im äußersten Südwesten des Département Maine-et-Loire in Frankreich.

## Beschreibung
Er besteht aus Granit, ist etwa 5,95 m lang und liegt mindestens seit 1847 am Boden. An der abgebrochenen Spitze befindet sich ein großes Schälchen (französisch cupule). In der Nähe liegt ein großes Fragment, das die abgebrochene Spitze zu sein scheint.
Der Menhir wurde 1983 als Monument historique eingestuft.
In der Nähe stehen der Menhir Pierre levée de la Bretaudière und der ebenfalls unter Schutz stehende Menhir Pierre levée von Charbonneau.